# Blabia spinella
Blabia spinella är en skalbaggsart som beskrevs av Martins och Maria Helena M. Galileo 1995. Blabia spinella ingår i släktet Blabia och familjen långhorningar. Inga underarter finns listade.